# Cot Murong (Woyla)
Cot Murong is een bestuurslaag in het regentschap Aceh Barat van de provincie Atjeh, Indonesië. Cot Murong telt 263 inwoners (volkstelling 2010).